# Герои Социалистического Труда Витебской области
В настоящий список включены:

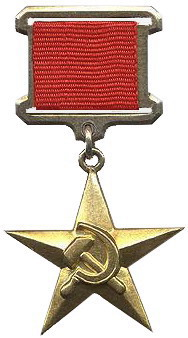
Золотая медаль «Серп и Молот»

- Герои Социалистического Труда, на момент присвоения звания проживавшие на территории современной Витебской области, — 88 человек; в их числе Герои, которые награждены на территории районов бывших Полоцкой и Молодечненской областей, входящих соответственно с 1954 и с 1960 годов в состав Витебской области — 8 человек (отмечены звёздочками);
- уроженцы Витебской области, удостоенные звания Героя Социалистического Труда в других регионах СССР, — 86 человек;
- Герои Социалистического Труда, прибывшие на постоянное проживание в Витебскую область, — 3 человека;
- лица, лишённые звания Героя Социалистического Труда, — 2 человека.

Вторая и третья части списка могут быть неполными из-за отсутствия данных о месте рождения и проживания ряда Героев.
В таблицах отображены фамилия, имя и отчество Героев, должность и место работы на момент присвоения звания, дата Указа Президиума Верховного Совета СССР, отрасль народного хозяйства, место рождения/проживания, а также ссылка на биографическую статью на сайте «Герои страны». Формат таблиц предусматривает возможность сортировки по указанным параметрам путём нажатия на стрелку в нужной графе.

## История
Впервые звание Героя Социалистического Труда на территории современной Витебской области было присвоено Указом Президиума Верховного Совета СССР от 28 марта 1949 года пятерым колхозникам (И. А. Глядченко, А. С. Горецкой, Е. П. Лесничей, Р. Н. Петровской, М. А. Эзерин) за получение высоких урожаев льна-долгунца.
Подавляющее большинство Героев Социалистического Труда в области приходится на работников сельского хозяйства — 57 человек; лёгкая промышленность — 7; строительство, транспорт, энергетика — по 3; нефтехимпром, мелиорация, госуправление — по 2; станкостроение, электронная, химическая, пищевая, топливная промышленность, промышленность промстройматериалов, связь, здравоохранение, образование — по 1.

## Лица, удостоенные звания Героя Социалистического Труда в Витебской области
| №  | Фамилия, имя, отчество              | Даты жизни              | Деятельность | Дата присвоения | Отрасль            | Место рождения        | ГС        |
| -- | ----------------------------------- | ----------------------- | --- | --------------- | ------------------ | --------------------- | --------- |
| 1  | Анибраева Мария Васильевна          | 31.05.1933 — 29.02.2024 | Швея-мотористка Витебской швейной фабрики «Знамя индустриализации» Министерства лёгкой промышленности Белорусской ССР                                                                                  | 12.05.1977      | легпром            | Витебск               | [ ГС 1 ]  |
| 2  | Анисимов Иван Еремеевич             | 14.11.1920 — 26.08.1986 | Председатель колхоза имени Титова Миорского района Витебской области | 27.12.1976      | сельхоз            | *Могилёвская область  | [ ГС 2 ]  |
| 3  | Антонов Алексей Гаврилович          | 01.04.1922 — 31.05.1990 | Главный врач Высочанской участковой больницы Лиозненского района Витебской области | 23.10.1978      | здравоохранение    | Витебский район       | [ ГС 3 ]  |
| 4  | Артёменко Анна Фёдоровна            | 03.12.1924 — 31.07.2010 | Вязальщица Витебской чулочно-трикотажной фабрики имени КИМ Министерства лёгкой промышленности Белорусской ССР                                                                                          | 05.04.1971      | легпром            | Полоцкий район        | [ ГС 4 ]  |
| 5  | Бабак Пётр Лукьянович               | 08.04.1926 — 29.05.2004 | Старший машинист экскаватора Сенненского строительно-монтажного управления Витебского облмелиотреста Министерства водного хозяйства и восстановления земель Белорусской ССР                            | 08.04.1971      | мелиоводхоз        | *Гомельская область   | [ ГС 5 ]  |
| 6  | Барковский Захар Иванович           | 03.09.1911 — 04.10.1995 | Директор экспериментальной базы «Устье» Белорусского научно-исследовательского института земледелия, Витебская область                                                                                 | 08.04.1971      | сельхоз            | Сенненский район      | [ ГС 6 ]  |
| 7  | Богданчук Евгений Михайлович        | 01.05.1927 — 29.09.2005 | Машинист экскаватора Лукомльского участка управления механизации «Белэнергостроймеханизация» треста «Белэнергострой» Министерства энергетики и электрификации СССР, Чашникский район Витебской области | 10.01.1975      | энергетика         | *Гродненская область  | [ ГС 7 ]  |
| 8  | Боровский Бронислав Адольфович      | 13.07.1913 — 30.05.2000 | Каменщик ремонтно-строительного управления № 3 Витебского облремстройтреста Министерства жилищного строительства Белорусской ССР, гор. Орша Витебской области                                          | 07.05.1971      | строительство      | Оршанский район       | [ ГС 8 ]  |
| 9  | Бородавка Иван Михайлович           | 19.05.1925 — 01.01.1996 | Бригадир тракторной бригады Толочинской МТС Толочинского района Витебской области | 18.01.1958      | сельхоз            | Толочинский район     | [ ГС 9 ]  |
| 10 | Быкова Надежда Павловна             | 05.12.1922 — 16.09.2003 | Звеньевая колхоза имени Кирова Верхнедвинского района Витебской области | 30.04.1966      | сельхоз            | Верхнедвинский район  | [ ГС 10 ] |
| 11 | Веретнёва Мария Борисовна           | 06.01.1927 — 12.10.1981 | Свинарка совхоза «Кубличи» Ушачского района Витебской области | 08.04.1971      | сельхоз            | Ушачский район        | [ ГС 11 ] |
| 12 | Войтецкий Владимир Константинович   | 08.03.1933 — 14.01.2017 | Бригадир колхоза имени Калинина Глубокского района Витебской области | 23.06.1966      | сельхоз            | Глубокский район      | [ ГС 12 ] |
| 13 | Володько Адольф Адольфович          | 17.07.1946 — 28.03.2019 | Председатель колхоза имени Суворова Поставского района Витебской области | 17.08.1988      | сельхоз            | Поставский район      | [ ГС 13 ] |
| 14 | Глядченко Иван Артёмович            | 01.04.1918 — 22.05.1986 | Бригадир семеноводческого колхоза «Интернационал» Лиозненского района Витебской области | 28.03.1949      | сельхоз            | Лиозненский район     | [ ГС 14 ] |
| 15 | Голубкова Анна Артемьевна           | 28.09.1918 — 29.08.2003 | Раскройщица Витебской обувной фабрики «Красной Октябрь» Министерства лёгкой промышленности Белорусской ССР                                                                                             | 05.04.1971      | легпром            | Витебск               | [ ГС 15 ] |
| 16 | Голубцова Ольга Семёновна           | 10.02.1903 — 26.04.1974 | Доярка совхоза «Реконструктор» Толочинского района Витебской области | 18.01.1958      | сельхоз            | *Польша               | [ ГС 16 ] |
| 17 | Горецкая Анна Савельевна            | 20.07.1900 — 06.12.1980 | **Звеньевая колхоза «Россоны» Россонского района Полоцкой области | 28.03.1949      | сельхоз            | Россонский район      | [ ГС 17 ] |
| 18 | Демешко Михаил Кузьмич              | 20.04.1928 — 27.08.1976 | Бригадир каменщиков строительного управления № 42 треста «Полоцксельстрой» Министерства сельского строительства Белорусской ССР, гор. Полоцк Витебской области                                         | 07.05.1971      | строительство      | Ушачский район        | [ ГС 18 ] |
| 19 | Денисенко Тамара Егоровна           | 09.01.1931 — 15.05.2001 | Доярка совхоза «Орловичи» Дубровенского района Витебской области | 08.04.1971      | сельхоз            | Дубровенский район    | [ ГС 19 ] |
| 20 | Денисов Павел Иванович              | 25.10.1921 — 24.05.2008 | Начальник цеха Полоцкого нефтеперерабатывающего завода Министерства нефтеперерабатывающей и нефтехимической промышленности СССР, Витебская область                                                     | 28.05.1966      | нефтехимпром       | *Атырауская область   | [ ГС 20 ] |
| 21 | Дервоед Ольга Семёновна             | 17.07.1923 — 06.04.1996 | Доярка экспериментальной базы «Межево» Витебской областной сельскохозяйственной опытной станции, Витебская область                                                                                     | 22.03.1966      | сельхоз            | Оршанский район       | [ ГС 21 ] |
| 22 | Дорофеенко Раиса Ильинична          | 10.06.1933 — 06.05.2000 | Свинарка колхоза имени Калинина Витебского района Витебской области | 22.03.1966      | сельхоз            | Витебский район       | [ ГС 22 ] |
| 23 | Журов Виталий Николаевич            | 08.05.1920 — 01.07.2010 | Начальник механизированного участка Витебской дистанции пути Белорусской железной дороги, Витебская область                                                                                            | 04.08.1966      | транспорт          | Городокский район     | [ ГС 23 ] |
| 24 | Занько Александра Фёдоровна         | 10.11.1927 — 29.08.1990 | Учительница средней школы № 2 гор. Лепель Витебской области | 27.06.1978      | образование        | Лепельский район      | [ ГС 24 ] |
| 25 | Зверев Алексей Васильевич           | 18.03.1911 — 13.08.2002 | Мастер Оршанского района электросетей Витебскэнерго Министерства энергетики и электрификации СССР, Витебская область                                                                                   | 04.10.1966      | энергетика         | *Смоленская область   | [ ГС 25 ] |
| 26 | Зимник Леокадия Болеславовна        | 05.09.1936 — 23.12.2012 | Звеньевая льноводческого звена колхоза имени Чапаева Миорского района Витебской области | 08.04.1971      | сельхоз            | Миорский район        | [ ГС 26 ] |
| 27 | Иванюта Анна Логвиновна             | 13.09.1929 — 18.01.2008 | Звеньевая колхоза «Россия» Толочинского района Витебской области | 30.04.1966      | сельхоз            | *Смоленская область   | [ ГС 27 ] |
| 28 | Каптеров Михаил Иванович            | 12.07.1938 — 21.03.1990 | Тракторист-комбайнёр совхоза имени Черняховского Дубровенского района Витебской области | 27.12.1976      | сельхоз            | Дубровенский район    | [ ГС 28 ] |
| 29 | Карпович Николай Владимирович       | 16.09.1926 — 08.01.1992 | Бригадир совхоза «Ситце» Докшицкого района Витебской области | 13.12.1972      | сельхоз            | Докшицкий район       | [ ГС 29 ] |
| 30 | Кац Мейер Ицкович                   | 18.03.1923 — 18.02.2003 | Председатель колхоза имени Красной Армии Витебского района Витебской области | 22.03.1966      | сельхоз            | *Житомирская область  | [ ГС 30 ] |
| 31 | Кимстач Евгений Иванович            | 05.08.1931 — 27.01.2013 | Председатель колхоза имени Сильницкого Полоцкого района Витебской области | 16.03.1981      | сельхоз            | Полоцкий район        | [ ГС 31 ] |
| 32 | Клименок Максим Александрович       | 15.05.1902 — 04.11.1992 | Председатель колхоза имени Чапаева Глубокского района Витебской области | 30.04.1966      | сельхоз            | *Гомельская область   | [ ГС 32 ] |
| 33 | Климков Пётр Дмитриевич             | 23.12.1923 — 22.09.1997 | Помощник мастера Витебского коврового комбината Министерства лёгкой промышленности Белорусской ССР | 09.06.1966      | легпром            | *Могилёвская область  | [ ГС 33 ] |
| 34 | Климов Михаил Трофимович            | род. 30.01.1929         | Помощник мастера, наставник молодёжи Оршанского льнокомбината Министерства лёгкой промышленности Белорусской ССР, Витебская область                                                                    | 04.03.1976      | легпром            | *Могилёвская область  | [ ГС 34 ] |
| 35 | Козлов Аркадий Степанович           | 06.12.1938 — 29.05.2011 | Старший оператор Новополоцкого нефтеперерабатывающего завода имени XXV съезда КПСС Министерства нефтеперерабатывающей и нефтехимической промышленности СССР, Витебская область                         | 06.04.1981      | нефтехимпром       | Полоцкий район        | [ ГС 35 ] |
| 36 | Кондратенко Михаил Борисович        | 1924 — 15.08.2004       | Машинист торфодобывающего экскаватора участка «20 лет Октября» торфопредприятия «Добеевский Мох» Министерства торфяной промышленности Белорусской ССР, Шумилинский район Витебской области             | 20.04.1971      | топпром            | Витебский район       | [ ГС 36 ] |
| 37 | Кондрашёв Пётр Петрович             | 22.02.1924 — 11.12.1998 | Председатель колхоза «Молодая гвардия» Миорского района Витебской области | 22.03.1966      | сельхоз            | *Могилёвская область  | [ ГС 37 ] |
| 38 | Короткая Валентина Прокофьевна      | 05.09.1924 — 21.01.2012 | Звеньевая колхоза «18-й партсъезд» Толочинского района Витебской области | 18.01.1958      | сельхоз            | Толочинский район     | [ ГС 38 ] |
| 39 | Кремень Анатолий Степанович         | 08.03.1929 — 17.01.2021 | Машинист экскаватора управления механизации № 141 треста № 16 «Нефтестрой» Министерства строительства Белорусской ССР, гор. Новополоцк Витебской области                                               | 15.02.1964      | строительство      | *Минская область      | [ ГС 39 ] |
| 40 | Кришталевич Ульяна Феоктистовна     | 27.12.1923 — 11.12.2017 | Первый секретарь Докшицкого райкома Компартии Белоруссии, Витебская область | 12.12.1973      | госуправление      | Миорский район        | [ ГС 40 ] |
| 41 | Крупская Анна Михайловна            | 24.03.1924 — 14.12.1994 | Звеньевая колхоза имени Сильницкого Полоцкого района Витебской области | 30.04.1966      | сельхоз            | Полоцкий район        | [ ГС 41 ] |
| 42 | Кублицкая Раиса Владимировна        | 10.04.1928 — 04.06.2021 | Звеньевая колхоза имени Калинина Лиозненского района Витебской области | 10.03.1976      | сельхоз            | Лиозненский район     | [ ГС 42 ] |
| 43 | Кудин Василий Савельевич            | 23.10.1929 — 04.03.1987 | Звеньевой колхоза имени Энгельса Толочинского района Витебской области | 30.04.1966      | сельхоз            | Толочинский район     | [ ГС 43 ] |
| 44 | Курец (Каминская) Ирина Петровна    | 22.01.1933 — 04.11.1963 | *Доярка совхоза «Ситце» Докшицкого района Молодечненской области | 18.01.1958      | сельхоз            | Докшицкий район       | [ ГС 44 ] |
| 45 | Курносова Анастасия Захаровна       | 23.03.1924 — 14.05.1992 | Свинарка колхоза «Россия» Витебского района Витебской области | 10.02.1975      | сельхоз            | Витебский район       | [ ГС 45 ] |
| 46 | Лесничая Ефросинья Павловна         | 04.10.1903 — 30.09.1976 | **Звеньевая семеноводческого колхоза «Профинтерн» Дриссенского района Полоцкой области | 28.03.1949      | сельхоз            | Верхнедвинский район  | [ ГС 46 ] |
| 47 | Лешневский Эрнст Егорович           | 29.06.1941 — 15.05.1989 | Бригадир колхоза имени Димитрова Толочинского района Витебской области | 07.07.1986      | сельхоз            | Толочинский район     | [ ГС 47 ] |
| 48 | Лытысов Михаил Васильевич           | 15.11.1902 — 13.02.1979 | **Председатель семеноводческого колхоза имени Молотова Глубокского района Полоцкой области | 02.06.1950      | сельхоз            | *Псковская область    | [ ГС 48 ] |
| 49 | Мазала Анна Васильевна              | 22.12.1925 — 11.08.2013 | Свинарка колхоза имени Жданова Лепельского района Витебской области | 22.03.1966      | сельхоз            | Лепельский район      | [ ГС 49 ] |
| 50 | Марущак Владимир Кириллович         | род. 03.09.1931         | Бригадир слесарей Лукомльского монтажного участка треста «Центроэнергомонтаж» Министерства энергетики и электрификации СССР, Чашникский район Витебской области                                        | 10.01.1975      | энергетика         | *Тульская область     | [ ГС 50 ] |
| 51 | Маршалова Ефросинья Ефремовна       | 03.03.1919 — 14.04.1999 | Звеньевая колхоза имени XX съезда КПСС Дубровенского района Витебской области | 30.04.1966      | сельхоз            | Дубровенский район    | [ ГС 51 ] |
| 52 | Матюшонок Михаил Михайлович         | 26.03.1915 — 24.12.1978 | **Звеньевой семеноводческого колхоза имени Молотова Глубокского района Полоцкой области | 02.06.1950      | сельхоз            | Глубокский район      | [ ГС 52 ] |
| 53 | Маценко Мария Ильинична             | 1907 — 09.10.1982       | Начальник цеха Витебской фабрики «Знамя индустриализации» Витебского совнархоза | 07.03.1960      | легпром            | Витебск               | [ ГС 53 ] |
| 54 | Морозова Анастасия Егоровна         | 15.02.1913 — 09.10.2010 | Доярка племенного завода «Реконструктор» Толочинского района Витебской области | 22.03.1966      | сельхоз            | Лепельский район      | [ ГС 54 ] |
| 55 | Наумова Лидия Андреевна             | 04.04.1933 — 05.12.2022 | Председатель колхоза «Перамога» Толочинского района Витебской области | 08.04.1971      | сельхоз            | *Гомельская область   | [ ГС 55 ] |
| 56 | Николаева Анна Емельяновна          | 13.10.1918 — 28.05.2012 | Доярка совхоза «Рудаково» Витебского района Витебской области | 22.03.1966      | сельхоз            | Городокский район     | [ ГС 56 ] |
| 57 | Новожилов Лев Витальевич            | 18.06.1937 — 01.10.2005 | Директор производственного объединения «Полимир» имени 50-летия Белорусской ССР Министерства химической промышленности СССР, гор. Новополоцк Витебской области                                         | 05.06.1985      | химпром            | *Ивановская область   | [ ГС 57 ] |
| 58 | Овечкин Александр Петрович          | 08.09.1926 — 19.06.1998 | Генеральный директор Витебского производственного объединения «Монолит» имени 60-летия Великого Октября Министерства электронной промышленности СССР                                                   | 08.04.1986      | электронпром       | *Сумская область      | [ ГС 58 ] |
| 59 | Осененко Василий Николаевич         | 31.01.1916 — 13.06.1977 | Первый секретарь Глубокского райкома Компартии Белоруссии, Витебская область | 23.06.1966      | госуправление      | Поставский район      | [ ГС 59 ] |
| 60 | Пальвинская Софья Тарасовна         | 15.12.1921 — 06.01.2006 | Телятница колхоза имени Ленина Витебского района Витебской области | 22.03.1966      | сельхоз            | Шумилинский район     | [ ГС 60 ] |
| 61 | Пашкевич Иван Данилович             | 15.09.1913 — 12.01.1996 | Боец скота Оршанского мясоконсервного комбината Министерства мясной и молочной промышленности Белорусской ССР, Витебская область                                                                       | 14.06.1966      | пищепром           | Оршанский район       | [ ГС 61 ] |
| 62 | Петровская Раиса Никифоровна        | 13.11.1913 — 1990       | **Звеньевая колхоза «Красный партизан» Ветринского района Полоцкой области | 28.03.1949      | сельхоз            | Полоцкий район        | [ ГС 62 ] |
| 63 | Петрушина Вера Андреевна            | 01.11.1939 — 02.06.2010 | Свинарка племзавода «Реконструктор» Толочинского района Витебской области | 06.09.1973      | сельхоз            | *Минская область      | [ ГС 63 ] |
| 64 | Плыгавка Лидия Петровна             | 05.04.1914 — 22.03.2002 | Звеньевая колхоза «Парижская коммуна» Глубокского района Витебской области | 30.04.1966      | сельхоз            | Глубокский район      | [ ГС 64 ] |
| 65 | Покровский Владимир Петрович        | 19.08.1928 — 14.03.1987 | Монтёр Оршанского эксплуатационно-технического узла связи Министерства связи Белорусской ССР, Витебская область                                                                                        | 16.01.1974      | связь              | *Могилёвская область  | [ ГС 65 ] |
| 66 | Пуговка Леонид Константинович       | 17.03.1917 — 02.10.1990 | *Председатель колхоза «17 сентября» Глубокского района Молодечненской области | 18.01.1958      | сельхоз            | Глубокский район      | [ ГС 66 ] |
| 67 | Радевич Казимир Иванович            | 04.03.1917 — 30.12.1989 | Слесарь Браславского объединения «Сельхозтехника», Витебская область | 08.04.1971      | сельхоз            | *Минская область      | [ ГС 67 ] |
| 68 | Рамченко Геннадий Евгеньевич        | род. 28.08.1937         | Машинист экскаватора Мазоловского строительно-монтажного управления Витебского областного треста по производству мелиоративных работ Министерства мелиорации и водного хозяйства Белорусской ССР       | 23.06.1966      | мелиоводхоз        | Витебский район       | [ ГС 68 ] |
| 69 | Рубитель Екатерина Захаровна        | 05.12.1924 — 09.10.2009 | Звеньевая колхоза «Прогресс» Дубровенского района Витебской области | 30.04.1966      | сельхоз            | Дубровенский район    | [ ГС 69 ] |
| 70 | Салтанович Тимофей Емельянович      | 12.02.1912 — 13.01.1976 | Председатель колхоза имени Кирова Оршанского района Витебской области | 22.03.1966      | сельхоз            | Оршанский район       | [ ГС 70 ] |
| 71 | Самуйлов Иван Савельевич            | 05.05.1924 — 12.01.2006 | Бригадир колхоза «Новая жизнь» Лиозненского района Витебской области | 12.12.1973      | сельхоз            | Лиозненский район     | [ ГС 71 ] |
| 72 | Семёнов Георгий Васильевич          | 04.04.1902 — 14.05.1976 | Директор Оршанского льнокомбината Министерства лёгкой промышленности Белорусской ССР, Витебская область                                                                                                | 09.06.1966      | легпром            | *Владимирская область | [ ГС 72 ] |
| 73 | Семёнова Ксения Савельевна          | 03.12.1922 — 10.04.2005 | Сушильщица Витебского комбината строительных материалов Министерства промышленности строительных материалов Белорусской ССР                                                                            | 09.04.1975      | промстройматериалы | Витебский район       | [ ГС 73 ] |
| 74 | Сироткина Лидия Емельяновна         | 26.12.1934 — 24.06.2015 | Главный агроном колхоза «Перамога» Толочинского района Витебской области | 12.12.1973      | сельхоз            | Сенненский район      | [ ГС 74 ] |
| 75 | Смирнов Константин Васильевич       | 18.04.1919 — 05.02.1982 | Председатель колхоза имени Димитрова Толочинского района Витебской области | 30.04.1966      | сельхоз            | *Костромская область  | [ ГС 75 ] |
| 76 | Сорокина Елена Демьяновна           | 25.05.1913 — 21.03.1998 | Доярка племзавода «Пламя» Сенненского района Витебской области | 22.03.1966      | сельхоз            | Сенненский район      | [ ГС 76 ] |
| 77 | Сосновская Дарья Кузьминична        | 13.03.1916 — 14.03.1992 | Звеньевая колхоза «Ленинская искра» Оршанского района Витебской области | 30.04.1966      | сельхоз            | Оршанский район       | [ ГС 77 ] |
| 78 | Титов Михаил Севостьянович          | 24.01.1925 — 09.03.2008 | Шлифовщик Витебского станкостроительного завода имени Коминтерна Министерства станкостроительной и инструментальной промышленности СССР                                                                | 03.03.1976      | станкостроение     | Городокский район     | [ ГС 78 ] |
| 79 | Фёдорова (Игнатова) Мария Яковлевна | 1930 — 17.07.2001       | Свинарка совхоза «Крынки» Лиозненского района Витебской области | 07.03.1960      | сельхоз            | Лиозненский район     | [ ГС 79 ] |
| 80 | Хмелькова Татьяна Ивановна          | 21.01.1921 — 25.02.2001 | Свинарка совхоза «Россонский» Россонского района Витебской области | 22.03.1966      | сельхоз            | Россонский район      | [ ГС 80 ] |
| 81 | Цветков Николай Леонидович          | 10.05.1918 — 20.08.1997 | Шофёр Витебской автобазы № 1 Министерства автомобильного транспорта Белорусской ССР | 04.05.1971      | транспорт          | *Смоленская область   | [ ГС 81 ] |
| 82 | Червяков Евгений Трофимович         | 24.01.1925 — 30.05.2016 | Машинист тепловоза локомотивного депо Витебск Белорусской железной дороги | 05.03.1976      | транспорт          | Шумилинский район     | [ ГС 82 ] |
| 83 | Шалупкина Мария Ивановна            | 15.07.1913 — 10.11.1996 | Бригадир колхоза «Новая жизнь» Лиозненского района Витебской области | 30.04.1966      | сельхоз            | Лиозненский район     | [ ГС 83 ] |
| 84 | Шерстнёв Николай Ефремович          | 12.08.1930 — 16.02.2004 | Тракторист колхоза имени Куйбышева Оршанского района Витебской области | 12.12.1973      | сельхоз            | Оршанский район       | [ ГС 84 ] |
| 85 | Шинкарёв Николай Петрович           | 20.05.1928 — 21.06.2007 | Бригадир колхоза имени Дзержинского Оршанского района Витебской области | 23.06.1966      | сельхоз            | Оршанский район       | [ ГС 85 ] |
| 86 | Шушкевич Анна Павловна              | 05.04.1936 — 01.05.2021 | Свинарка совхоза «Дриссенский» Верхнедвинского района Витебской области | 08.04.1971      | сельхоз            | Верхнедвинский район  | [ ГС 86 ] |
| 87 | Эзерин Мария Андреевна              | 1911 — 05.10.1976       | Звеньевая семеноводческого колхоза «Интернационал» Лиозненского района Витебской области | 28.03.1949      | сельхоз            | Лиозненский район     | [ ГС 87 ] |
| 88 | Юргель Софья Мартыновна             | 18.05.1925 — 21.07.2007 | *Бригадир тракторной бригады Глубокской МТС Глубокского района Молодечненской области | 18.01.1958      | сельхоз            | Глубокский район      | [ ГС 88 ] |

## Уроженцы Витебской области, удостоенные звания Героя Социалистического Труда в других регионах СССР
| № | Фамилия, имя, отчество | Даты жизни              | Деятельность                                                                             | Дата присвоения       | Отрасль        | Место рождения   | ГС       |
| - | ---------------------- | ----------------------- | ---------------------------------------------------------------------------------------- | --------------------- | -------------- | ---------------- | -------- |
| 1 | Сухой Павел Осипович   | 22.07.1895 — 15.09.1975 | Генеральный конструктор ОКБ-51 Министерства авиационной промышленности СССР, гор. Москва | 12.07.1957 09.07.1965 | машиностроение | Глубокский район | [ ГС 1 ] |

| №  | Фамилия, имя, отчество          | Даты жизни              | Деятельность | Дата присвоения | Отрасль            | Место рождения       | ГС        |
| -- | ------------------------------- | ----------------------- | --- | --------------- | ------------------ | -------------------- | --------- |
| 1  | Азгур Заир Исаакович            | 15.01.1908 — 18.02.1995 | Скульптор, академик Академии художеств СССР, народный художник СССР, гор. Минск | 02.01.1978      | культура           | Сенненский район     | [ ГС 2 ]  |
| 2  | Альсмик Пётр Иванович           | 27.02.1907 — 02.04.1992 | Заведующий отделом Белорусского научно-исследовательского института плодоводства, овощеводства и картофеля, Минская область                                                                                  | 30.04.1966      | наука              | Лиозненский район    | [ ГС 3 ]  |
| 3  | Амбросенко Алексей Петрович     | 01.05.1925 — 17.06.1991 | Машинист путеукладочного крана строительно-монтажного поезда № 137 строительно-монтажного треста «Турксибтрансстрой» Министерства транспортного строительства СССР, Семипалатинская область                  | 27.04.1961      | строительство      | Городокский район    | [ ГС 4 ]  |
| 4  | Бабич Виктор Константинович     | 22.11.1935 — 1997       | Бригадир комбайновой бригады комбината «Белорускалий» Министерства химической промышленности СССР, Минская область                                                                                           | 20.04.1971      | химпром            | Докшицкий район      | [ ГС 5 ]  |
| 5  | Баранок Михаил Степанович       | 21.10.1942 — 12.08.2014 | Председатель колхоза «Победа» Погарского района Брянской области | 29.08.1986      | сельхоз            | Бешенковичский район | [ ГС 6 ]  |
| 6  | Барашкин Дмитрий Иванович       | 01.09.1922 — 20.02.2004 | Сталевар Минского автомобильного завода Министерства автомобильной промышленности СССР | 22.08.1966      | машиностроение     | Лиозненский район    | [ ГС 7 ]  |
| 7  | Белякова Зинаида Парамоновна    | 01.07.1936 — 08.07.2020 | Доярка совхоза «Тимирязевский» Славского района Калининградской области | 22.03.1966      | сельхоз            | Шумилинский район    | [ ГС 8 ]  |
| 8  | Большакова Мария Николаевна     | 19.09.1911 — 03.01.1996 | Бригадир совхоза «Кайдаковский» Вяземского района Смоленской области | 22.03.1966      | сельхоз            | Оршанский район      | [ ГС 9 ]  |
| 9  | Бровка Пётр Устинович           | 25.06.1905 — 24.03.1980 | Писатель и поэт, академик Академии наук Белорусской ССР, гор. Минск | 03.10.1972      | культура           | Ушачский район       | [ ГС 10 ] |
| 10 | Будный Владимир Миркиянович     | род. 1942               | Водитель автомобиля механизированной колонны № 116 треста «Бамстроймеханизация» Министерства транспортного строительства СССР, Амурская область                                                              | 25.10.1984      | строительство      | Толочинский район    | [ ГС 11 ] |
| 11 | Быков Василь Владимирович       | 19.06.1924 — 22.06.2003 | Белорусский писатель и общественный деятель, гор. Минск | 18.06.1984      | культура           | Ушачский район       | [ ГС 12 ] |
| 12 | Быковский Владимир Игнатьевич   | 03.02.1922 — 28.10.1988 | Первый секретарь Молодечненского райкома Компартии Белоруссии, Минская область | 08.04.1971      | госуправление      | Верхнедвинский район | [ ГС 13 ] |
| 13 | Быховский Абрам Исаевич         | 29.08.1895 — 22.11.1972 | Директор завода № 172 Народного комиссариата вооружения СССР, Удмуртская АССР | 03.06.1942      | оборонпром         | Дубровенский район   | [ ГС 14 ] |
| 14 | Виташкевич Александр Никитович  | 23.02.1928 — 26.07.2009 | Расточник Минского завода автоматических линий Минского совнархоза | 28.05.1960      | станкостроение     | Чашникский район     | [ ГС 15 ] |
| 15 | Войцехов Николай Фёдорович      | 1905 — ????             | Управляющий отделением Ленинского свеклосовхоза Министерства пищевой промышленности СССР, Кегичёвский район Харьковской области                                                                              | 30.04.1948      | сельхоз            | Шарковщинский район  | [ ГС 16 ] |
| 16 | Войченко Феодосий Филиппович    | 11.01.1930 — 04.10.1997 | Наладчик Пермского велосипедного завода Министерства машиностроения СССР | 26.04.1971      | оборонпром         | Полоцкий район       | [ ГС 17 ] |
| 17 | Вустин Константин Дмитриевич    | род. 1935               | Кабельщик-спайщик управления Алма-Атинской городской телефонной сети Министерства связи Казахской ССР | 16.01.1974      | связь              | Лепельский район     | [ ГС 18 ] |
| 18 | Гепнер Вера Андреевна           | 05.05.1922 — 05.07.2003 | Доярка колхоза «Советская Россия» Сычёвского района Смоленской области | 10.03.1958      | сельхоз            |                      | [ ГС 19 ] |
| 19 | Голубев Борис Маркович          | 15.05.1928 — 17.08.1978 | Машинист комбайна по добыче и уборке фрезерного торфа торфопредприятия имени Орджоникидзе Министерства торфяной промышленности Белорусской ССР, Смолевичский район Минской области                           | 20.04.1971      | топпром            | Россонский район     | [ ГС 20 ] |
| 20 | Горбатенко Фёдор Иосифович      | 1917 — ????             | Бригадир колхоза «Заветы Ленина» Шальчининкского района Литовской ССР | 12.12.1973      | сельхоз            | Полоцкий район       | [ ГС 21 ] |
| 21 | Горячко Зинаида Дмитриевна      | род. 11.06.1931         | Мастер обувного производственного объединения «Луч» Министерства лёгкой промышленности Белорусской ССР, гор. Минск                                                                                           | 09.06.1966      | легпром            | Лиозненский район    | [ ГС 22 ] |
| 22 | Грицук Игорь Николаевич         | 25.12.1916 — 22.08.1965 | Капитан парохода «Азов» Сахалинского государственного морского пароходства Министерства морского флота СССР,                                                                                                 | 03.08.1960      | транспорт          | Полоцкий район       | [ ГС 23 ] |
| 23 | Гусаков Аркадий Власович        | 14.08.1918 — 07.09.1999 | Председатель колхоза имени Дзержинского Слуцкого района Минской области | 30.04.1966      | сельхоз            | Шумилинский район    | [ ГС 24 ] |
| 24 | Дмитроченко Александр Петрович  | 01.09.1900 — 08.08.1981 | Заведующий кафедрой кормления сельскохозяйственных животных Ленинградского сельскохозяйственного института                                                                                                   | 22.03.1966      | наука              | Бешенковичский район | [ ГС 25 ] |
| 25 | Добышев Кондратий Филиппович    | 29.01.1908 — 1984       | Расточник завода «Большевик» Ленинградского совнархоза | 21.06.1957      | машиностроение     | Городокский район    | [ ГС 26 ] |
| 26 | Долгоплоск Борис Александрович  | 12.11.1905 — 18.07.1994 | Заведующий лабораторией Института химической физики Академии наук СССР, член-корреспондент АН СССР, гор. Москва                                                                                              | 19.03.1963      | наука              | Чашникский район     | [ ГС 27 ] |
| 27 | Дорогина Галина Георгиевна      | 01.01.1940 — 11.07.2006 | Бригадир птицеводческого совхоза «Тальменский» Искитимского района Новосибирской области | 08.04.1971      | сельхоз            | Полоцкий район       | [ ГС 28 ] |
| 28 | Дубко Александр Иосифович       | 14.01.1938 — 04.02.2001 | Председатель колхоза «Прогресс» Гродненского района Гродненской области | 26.03.1982      | сельхоз            | Шумилинский район    | [ ГС 29 ] |
| 29 | Дубков Николай Мефодьевич       | 14.01.1935 — 19.06.2007 | Бригадир электромонтажников завода «Эра» Министерства судостроительной промышленности СССР, гор. Николаев | 19.09.1977      | машиностроение     | Толочинский район    | [ ГС 30 ] |
| 30 | Дурман Василий Иванович         | 1896 — ????             | Старший конюх молочного совхоза «Саянский» Министерства совхозов СССР, Саянский район Красноярского края | 16.07.1949      | сельхоз            |                      | [ ГС 31 ] |
| 31 | Задора Зоя Макаровна            | 04.01.1932 — 06.2023    | Бригадир совхоза «Подберезье» Воложинского района Минской области | 26.03.1982      | сельхоз            | Оршанский район      | [ ГС 32 ] |
| 32 | Засько Константин Тимофеевич    | 18.12.1925 — 28.04.1993 | Бригадир комплексной бригады плотников-монтажников строительного управления № 15 треста «Сталиншахтострой» Министерства строительства предприятий угольной промышленности Украинской ССР, Сталинская область | 26.04.1957      | строительство      | Чашникский район     | [ ГС 33 ] |
| 33 | Зимянин Михаил Васильевич       | 21.11.1914 — 01.05.1995 | Главный редактор газеты «Правда», гор. Москва | 20.11.1974      | госуправление      | Витебск              | [ ГС 34 ] |
| 34 | Ильин Николай Карпович          | 22.08.1931 — 20.09.2016 | Вагранщик Минского комбината строительных материалов Министерства промышленности строительных материалов Белорусской ССР                                                                                     | 08.01.1974      | промстройматериалы | Лиозненский район    | [ ГС 35 ] |
| 35 | Казачонок Александр Иосифович   | 10.10.1934 — 24.09.1992 | Тракторист-комбайнер совхоза «Красносельский» имени Б. Майлина Тарановского района Кустанайской области | 24.12.1976      | сельхоз            | Верхнедвинский район | [ ГС 36 ] |
| 36 | Камеко Геннадий Киприанович     | 25.05.1923 — 11.09.2010 | Заместитель главного врача областной санитарно-эпидемиологической станции, гор. Днепропетровск | 23.10.1978      | здравоохранение    | Лепельский район     | [ ГС 37 ] |
| 37 | Каминский Эдуард Францевич      | 12.04.1928 — 08.05.2008 | Начальник кооперативно-государственного объединения по строительству «Омскагропромстрой-1», Омская область                                                                                                   | 13.08.1986      | строительство      | Сенненский район     | [ ГС 38 ] |
| 38 | Карсакова Валентина Фёдоровна   | 09.02.1925 — ????       | Доярка совхоза «Красный Октябрь» Всеволожского района Ленинградской области | 22.03.1966      | сельхоз            |                      | [ ГС 39 ] |
| 39 | Кириёнок Николай Сергеевич      | 1931 — 13.08.1994       | Бригадир комплексной бригады управления «Промстрой» № 4 треста «Новотроицкметаллургстрой» Министерства строительства предприятий тяжёлой индустрии СССР, гор. Новотроицк Оренбургской области                | 10.01.1974      | строительство      | Городокский район    | [ ГС 40 ] |
| 40 | Клёцков Леонид Герасимович      | 12.05.1918 — 14.07.1997 | Первый секретарь Гродненского обкома Компартии Белоруссии | 27.12.1976      | госуправление      | Шумилинский район    | [ ГС 41 ] |
| 41 | Климченко Евгений Иванович      | 05.03.1924 — 22.11.1989 | Слесарь-лекальщик Минского тракторного завода Министерства тракторного и сельскохозяйственного машиностроения СССР                                                                                           | 05.08.1966      | машиностроение     | Толочинский район    | [ ГС 42 ] |
| 42 | Крикун Антон Андреевич          | 13.05.1897 — 12.08.1975 | Старший зоотехник птицеводческого совхоза «Загорский» Министерства совхозов СССР, Загорский район Московской области                                                                                         | 07.02.1952      | сельхоз            | Докшицкий район      | [ ГС 43 ] |
| 43 | Крисько Евсей Кузьмич           | 05.07.1913 — 06.09.1984 | Бригадир полеводческой бригады совхоза «Сибиряк» Министерства совхозов СССР, Тулунский район Иркутской области                                                                                               | 03.05.1948      | сельхоз            | Сенненский район     | [ ГС 44 ] |
| 44 | Кулаковская Тамара Никандровна  | 17.02.1919 — 15.11.1986 | Директор Белорусского научно-исследовательского института почвоведения и агрохимии, академик Всесоюзной академии сельскохозяйственных наук имени В. И. Ленина, гор. Минск                                    | 16.02.1979      | наука              | Полоцкий район       | [ ГС 45 ] |
| 45 | Куницкий Константин Викторович  | 02.04.1932 — 03.11.2012 | Генеральный директор агропромышленного комбината «Раменский» Раменского района Московской области | 29.05.1990      | сельхоз            | Витебск              | [ ГС 46 ] |
| 46 | Куприенко Андрей Никитьевич     | 18.05.1913 — 09.03.1984 | Председатель колхоза имени Свердлова Сысертского района Свердловской области | 22.03.1966      | сельхоз            | Сенненский район     | [ ГС 47 ] |
| 47 | Курилёнок Нина Николаевна       | 01.03.1934 — 08.02.2023 | Комбайнёр совхоза имени Ушакова Октябрьского района Тургайской области | 08.04.1971      | сельхоз            | Глубокский район     | [ ГС 48 ] |
| 48 | Лисецкий Михаил Антонович       | 19.08.1937 — 11.10.2003 | Драгер Комсомольского горно-обогатительного комбината Северовосточного производственного золотодобывающего объединения (Северовостокзолото) Министерства цветной металлургии СССР, Магаданская область       | 19.04.1982      | металлургия        | Сенненский район     | [ ГС 49 ] |
| 49 | Макаёв Сергей Владимирович      | 30.10.1910 — 23.09.1988 | Директор Нижнетагильского металлургического комбината имени В. И. Ленина Министерства чёрной металлургии СССР, Свердловская область                                                                          | 22.03.1966      | металлургия        | Дубровенский район   | [ ГС 50 ] |
| 50 | Макаров Николай Акимович        | 01.12.1905 — 26.06.1975 | Начальник паровозной колонны особого резерва № 3 Народного комиссариата путей сообщения СССР | 05.11.1943      | транспорт          | Витебск              | [ ГС 51 ] |
| 51 | Маньковский Иван Васильевич     | 04.10.1895 — 15.03.1943 | Начальник службы сигнализации и связи Калининской железной дороги, Калининская область | 05.11.1943      | транспорт          | Оршанский район      | [ ГС 52 ] |
| 52 | Матюшков Николай Максимович     | 01.01.1929 — 05.01.2009 | Бригадир плотников-бетонщиков треста «Рязаньстрой» № 23 Министерства промышленного строительства СССР, гор. Рязань                                                                                           | 05.04.1971      | строительство      | Толочинский район    | [ ГС 53 ] |
| 53 | Машеров Пётр Миронович          | 13.02.1918 — 04.10.1980 | Кандидат в члены Политбюро ЦК КПСС, первый секретарь ЦК Компартии Белоруссии, гор. Минск | 10.02.1978      | госуправление      | Сенненский район     | [ ГС 54 ] |
| 54 | Медведев Пётр Герасимович       | 05.01.1916 — 08.03.1981 | Директор совхоза «Окте» Талсинского района Латвийской ССР | 15.02.1958      | сельхоз            | Витебский район      | [ ГС 55 ] |
| 55 | Мисунов Семён Матвеевич         | 25.10.1923 — 16.08.1989 | Бульдозерист управления начальника работ № 70 специализированного треста № 15 «Строймеханизация» Министерства строительства Белорусской ССР, гор. Минск                                                      | 09.08.1958      | строительство      | Ушачский район       | [ ГС 56 ] |
| 56 | Михайлов Альберт Георгиевич     | 23.06.1931 — 27.07.2002 | Генеральный директор Воронежского производственного авиационного объединения Министерства промышленности РСФСР                                                                                               | 18.12.1991      | машиностроение     | Полоцкий район       | [ ГС 57 ] |
| 57 | Михасенко Тимофей Филиппович    | 03.02.1921 — 10.09.2004 | Мастер цеха завода № 407 гражданской авиации Министерства гражданской авиации СССР, гор. Минск | 09.02.1973      | транспорт          | Дубровенский район   | [ ГС 58 ] |
| 58 | Морженков Владимир Павлович     | 28.08.1927 — 10.07.2005 | Аппаратчик Новомосковского анилинокрасочного завода Министерства химической промышленности СССР, Тульская область                                                                                            | 20.04.1971      | химпром            |                      | [ ГС 59 ] |
| 59 | Нейбург Владимир Карлович       | 03.05.1933 — 26.01.2011 | Бригадир монтажников строительно-монтажного управления № 305 треста «Радиострой» Министерства связи СССР, гор. Москва                                                                                        | 11.12.1970      | связь              | Лиозненский район    | [ ГС 60 ] |
| 60 | Овсянкина Надежда Кирилловна    | 13.11.1922 — 1994       | Бригадир совхоза «Шопшпа» Гаврилов-Ямского района Ярославской области | 11.12.1973      | сельхоз            | Дубровенский район   | [ ГС 61 ] |
| 61 | Окраинский Леонид Александрович | 02.10.1912 — 10.05.1996 | Управляющий трестом «Челябметаллургстрой», Челябинская область | 11.08.1966      | строительство      | Полоцкий район       | [ ГС 62 ] |
| 62 | Павловский Иван Григорьевич     | 05.07.1922 — 22.07.2007 | Начальник Приволжской железной дороги, гор. Саратов | 04.05.1971      | транспорт          | Сенненский район     | [ ГС 63 ] |
| 63 | Палынский Виктор Исакович       | 29.10.1933 — 27.11.1979 | Вальщик леса Ругозерского леспромхоза Министерства лесной и деревообрабатывающей промышленности СССР, Муезерский район Карельской АССР                                                                       | 08.01.1974      | леспром            | Верхнедвинский район | [ ГС 64 ] |
| 64 | Панкевич Константин Григорьевич | 14.01.1922 — 16.03.2008 | Директор совхоза «Красный Перекоп» Каховского района Херсонской области | 08.04.1971      | сельхоз            | Бешенковичский район | [ ГС 65 ] |
| 65 | Плотников Дмитрий Михайлович    | род. 15.12.1931         | Бригадир комплексной бригады строительного управления № 1 треста «Кемеровохимстрой» Министерства строительства предприятий тяжёлой индустрии СССР, Кемеровская область                                       | 12.02.1981      | строительство      |                      | [ ГС 66 ] |
| 66 | Рубанов Сергей Фёдорович        | 07.10.1914 — 13.01.1987 | Директор средней школы № 10, гор. Слуцк Минской области | 01.07.1968      | образование        | Дубровенский район   | [ ГС 67 ] |
| 67 | Рудковский Иосиф Максимович     | 15.02.1931 — 07.01.1996 | Буровой мастер Мозырской конторы разведочного бурения треста «Белнефтегазразведка» Управления геологии при Совете Министров Белорусской ССР, Гомельская область                                              | 04.07.1966      | геология           | Верхнедвинский район | [ ГС 68 ] |
| 68 | Сафронов Евстафий Алексеевич    | 02.05.1928 — 07.11.2002 | Бригадир комплексной бригады строительно-монтажного управления № 1 треста «Курскрудстрой» Министерства строительства предприятий тяжёлой индустрии СССР, Курская область                                     | 28.04.1975      | строительство      | Браславский район    | [ ГС 69 ] |
| 69 | Слобода Александр Иванович      | род. 27.08.1920         | Первый секретарь Любанского райкома Компартии Белоруссии, Минская область | 22.03.1966      | госуправление      | Верхнедвинский район | [ ГС 70 ] |
| 70 | Смирнов Владимир Иванович       | 02.08.1927 — 28.08.2003 | Бригадир комплексной бригады строительного управления № 10 треста «Нефтеюганскгазстрой» Министерства строительства предприятий нефтяной и газовой промышленности СССР, Ханты-Мансийский автономный округ     | 16.05.1980      | строительство      | Полоцкий район       | [ ГС 71 ] |
| 71 | Спроге Владислава Наполеоновна  | 1918—2006               | Доярка колхоза «Дзиркстеле» Тукумского района Латвийской ССР | 22.03.1966      | сельхоз            |                      | [ ГС 72 ] |
| 72 | Стельмокене Лидия Григорьевна   | род. 1929               | Маляр Вильнюсского стройтреста, Литовская ССР | 07.03.1960      | строительство      |                      |           |
| 73 | Стрижёнок Иосиф Петрович        | 1928 — 23.04.2003       | Бригадир электромонтажников треста «Гидроэлектромонтаж» Министерства строительства электростанций СССР, Сталинградская область                                                                               | 09.09.1961      | энергетика         | Ушачский район       | [ ГС 73 ] |
| 74 | Тихонович Михаил Григорьевич    | род. 30.06.1929         | Бригадир проходчиков, наставник молодёжи тоннельного отряда № 3 управления строительства Ленинградского метрополитена Министерства транспортного строительства СССР                                          | 09.06.1976      | строительство      | Полоцкий район       | [ ГС 74 ] |
| 75 | Федосеенко Николай Антонович    | 19.12.1911 — 15.09.1972 | Бригадир колхоза «Трудовик» Ижморского района Кемеровской области | 06.03.1948      | сельхоз            |                      | [ ГС 75 ] |
| 76 | Филипенко Василий Иванович      | 12.08.1932 — 02.11.2005 | Бригадир слесарей Прибалтийского судостроительного завода «Янтарь» Министерства судостроительной промышленности СССР, гор. Калининград                                                                       | 27.04.1966      | машиностроение     | Бешенковичский район | [ ГС 76 ] |
| 77 | Цукерман Вениамин Аронович      | 06.04.1913 — 25.02.1993 | Начальник лаборатории КБ-11 Министерства среднего машиностроения СССР, Горьковская область | 07.03.1962      | атомпром           | Витебск              | [ ГС 77 ] |
| 78 | Чуйкин Михаил Фомич             | 16.09.1933 — 12.01.1967 | Проходчик-взрывник Кировского рудника комбината «Апатит» имени С. М. Кирова Мурманского совнархоза | 30.03.1965      | химпром            | Дубровенский район   | [ ГС 78 ] |
| 79 | Шарков Алексей Мефодиевич       | 25.02.1912 — 12.11.2002 | Управляющий трестом «Вахрушевуголь» комбината «Свердловскуголь» Министерства угольной промышленности восточных районов СССР, Свердловская область                                                            | 28.08.1948      | углепром           | Витебск              | [ ГС 79 ] |
| 80 | Шарков Пётр Мефодиевич          | 13.07.1907 — 01.02.1955 | Главный инженер комбината «Средазуголь» Министерства угольной промышленности восточных районов СССР, гор. Ташкент                                                                                            | 28.08.1948      | углепром           | Витебск              | [ ГС 80 ] |
| 81 | Шутов Алексей Иосифович         | 1921—1994               | Начальник станции Основа Южной железной дороги, Харьковская область | 01.08.1959      | транспорт          | Оршанский район      | [ ГС 81 ] |
| 82 | Южаков Юрий Александрович       | 18.07.1932 — 26.10.2001 | Командир вертолёта Ми-10к Тюменского управления гражданской авиации Министерства гражданской авиации СССР | 12.01.1979      | транспорт          | Витебск              | [ ГС 82 ] |
| 83 | Юрков Иосиф Адрианович          | 08.11.1903 — 20.02.1976 | Управляющий трестом № 5 Министерства строительства Белорусской ССР, гор. Минск | 11.08.1966      | строительство      | Оршанский район      | [ ГС 83 ] |
| 84 | Янковский Александр Алексеевич  | 27.05.1911 — 16.05.1999 | Старший паровозный машинист паровозной колонны № 3 особого резерва Народного комиссариата путей сообщения СССР (депо Орша Западной железной дороги, Витебская область)                                       | 05.11.1943      | транспорт          | Оршанский район      | [ ГС 84 ] |
| 85 | Янковский Иван Дмитриевич       | 09.09.1924 — 27.03.2009 | Председатель колхоза «40 лет Октября» Столинского района Брестской области | 30.04.1966      | сельхоз            | Лепельский район     | [ ГС 85 ] |

## Герои Социалистического Труда, прибывшие в Витебскую область на постоянное проживание из других регионов
| № | Фамилия, имя, отчество        | Даты жизни              | Деятельность                                                                                     | Дата присвоения | Отрасль   | Место проживания | ГС       |
| - | ----------------------------- | ----------------------- | ------------------------------------------------------------------------------------------------ | --------------- | --------- | ---------------- | -------- |
| 1 | Васильева Евдокия Пантелеевна | 1930 — 22.10.1995       | Бригадир-закройщица Семипалатинской обувной фабрики Семипалатинского совнархоза                  | 07.03.1960      | легпром   | Витебск          | [ ГС 1 ] |
| 2 | Глебов Афанасий Васильевич    | 16.01.1902 — 12.06.1997 | Поездной вагонный мастер колонны особого резерва № 7 Народного комиссариата путей сообщения СССР | 05.11.1943      | транспорт | Полоцк           | [ ГС 2 ] |
| 3 | Назарова Анна Филипповна      | 15.05.1921 — 12.09.2000 | Председатель колхоза «1 Мая» Желудокского района Гродненской области                             | 07.03.1960      | сельхоз   | Новополоцк       | [ ГС 3 ] |

## Лица, лишённые звания Героя Социалистического Труда
| № | Фамилия, имя, отчество  | Даты жизни              | Деятельность                                                           | Дата присвоения | Дата лишения | Отрасль   | Место рождения       | ГС       |
| - | ----------------------- | ----------------------- | ---------------------------------------------------------------------- | --------------- | ------------ | --------- | -------------------- | -------- |
| 1 | Мурзич Василий Иванович | 15.05.1909 — 12.08.1979 | Паровозный машинист депо Витебск Западной железной дороги              | 05.11.1943      | 09.10.1954   | транспорт | *Псковская область   | [ ГС 1 ] |
| 2 | Мышко Михаил Николаевич | 07.11.1914 — 11.05.1998 | Председатель колхозов «Большевик» Поставского района Витебской области | 12.12.1973      | 14.04.1978   | сельхоз   | Верхнедвинский район | [ ГС 2 ] |

Страница на сайте «Герои страны»
1. ↑  Мурзич Василий Иванович. Дата обращения: 25 октября 2020. Архивировано 28 октября 2020 года.
2. ↑  Мышко Михаил Николаевич. Дата обращения: 25 октября 2020. Архивировано 1 октября 2020 года.